# Othon Hemmen
Pour les articles homonymes, voir Hemmen.
Othon Hemmen, né le 26 janvier 1917 à Luxembourg et mort le 23 octobre 2004, est un footballeur international luxembourgeois, qui évoluait au poste de défenseur.

## Biographie

### Carrière en club
Othon Hemmen commence sa carrière en club en jouant avec l'équipe de sa ville natale, l'Union Luxembourg, où il ne reste qu'une saison. 
Juste après la Seconde Guerre mondiale, il pose son sac en France au sein de l'équipe du FC Metz, qui évolue en Division 1. Il joue 40 matchs, pour deux buts marqués, en trois saisons.
Il retourne à l'Union Luxembourg dès la saison 1948-1949. Il met un terme à sa carrière en 1949.

### Carrière internationale
Othon Hemmen compte 6 sélections avec l'équipe du Luxembourg en 1938. 
Il est convoqué pour la première fois en équipe du Luxembourg par le sélectionneur national Paul Feierstein, pour un match amical contre la Hongrie le 16 janvier 1938. Le match se solde par une défaite 6-0 des Luxembourgeois. 
Il reçoit sa dernière sélection le 15 mai 1938 contre l'Italie, lors d'un match amical. Le match se solde par une défaite 4-0 des Luxembourgeois.